# 鳥取市立修立小学校
鳥取市立修立小学校（とっとりしりつ しゅうりつしょうがっこう）は、鳥取県鳥取市立川五丁目にある公立小学校。

## 沿革
- 1872年（明治5年）12月3日 - 第2番小学開校、後に修徳小学と改称。
- 1873年（明治6年）1月10日 - 第10番小学開校、後に順成、立川、立志小学と改称。
- 1887年（明治20年）3月 - 修徳小学校と吉方小学校を合併、旭日尋常小学校と称し開校。
- 1892年（明治25年）12月 - 旭日尋常小学校を修徳尋常小学校と改称。
- 1897年（明治30年）4月1日 - 修徳小と立志小が合併し、修立尋常小学校として吉方一丁目に移転する。
- 1941年（昭和16年）4月1日 - 国民学校令により修立国民学校と改称。
- 1947年（昭和22年）4月1日 -  学制改革により鳥取市立修立小学校と改称。
- 1981年（昭和56年）3月20日 - 校区編成により卒業生が東・北中学校に分かれて進学する。
- 1982年（昭和57年）4月3日 - 旧東中学校跡（現在地）に移転、校区編成により一部校区を久松小に分離し、稲葉山小の一部校区を編入する。
- 2010年（平成22年）8月 - 新校舎が完成。

## 通学区域
- 御弓町、立川町1丁目～2丁目、立川町5丁目2区、中町1区、南吉方3丁目、吉方温泉4丁目、吉方町1丁目～2丁目

## 進学先中学校
- 鳥取市立東中学校

## 著名な出身者
- 臼田久内（政治家）
- 岡野貞一（作曲家）
- 村上恭一（政治家）
- 尾崎放哉（俳人）
- 西尾寿造（軍人）